# Бруннер, Саломе

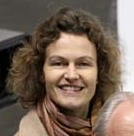
Бруннер в 2007 году

Саломе Бруннер (фр. Salomé Brunner; родилась в Цюрихе) — швейцарская фигуристка, участница чемпионата мира 1984 года, позднее хореограф. Известна по работе с серебряным призёром Олимпиады-2006 и двукратным чемпионом мира Стефаном Ламбьелем и чемпионкой Европы Сарой Майер.

## Биография
Саломе родилась в Цюрихе, она является младшим ребёнком в семье. Начала заниматься фигурным катанием после того, как мать привела всех дочек на каток. Бруннер первоначально была одиночницей, но затем стала также выступать в парных соревнованиях, по возможности участвуя в обоих видах на одном соревновании. На детском уровне в парном катании Саломе удалось выиграть чемпионат Швейцарии, а на юниорском в одиночном катании ей также покорился национальный чемпионат.
Бруннер стала заниматься балетом с 1970 года, совмещая их с занятием фигурным катанием. С 1981 получала профессиональное образование по части танцев в Цюрихе. Помимо классических танцев, она изучала современный танец, фламенко, джаз и чечетку. По словам Саломе, этот факт и то, что она была слишком высока для партнёра в парном катании, привели к её переходу в танцы на льду. В новой дисциплине ей удалось стать участницей чемпионата мира в Оттаве, где Саломе в паре с Маркусом Мерцем заняли 19-е место. Бруннер принимала участие в шоу Кристофера Дина, чей стиль катания, по словам швейцарской фигуристки, повлиял на её карьеру фигуристки и хореографа в дальнейшем. Во время тура Саломе в Мехико встретила мужа, после чего перестала участвовать в шоу и стала жить в Цюрихе. Спустя несколько лет стала хореографом.

### Хореография
Бруннер начинала карьеру наставника в качестве тренера по катанию на коньках. Уже опытный на тот момент тренер Петер Грюттер в 1996 году пригласил Саломе в свою группу для работы в качестве хореографа, тогда же в группу пришёл Стефан Ламбьель, который стал двукратным чемпионом мира и серебряным призёром Олимпиады-2006, оказавшись самым известным и титулованным фигуристом в коллективе Грюттера и Бруннер. Помимо него, в группе тренировалась будущая чемпионка Европы Сара Майер.
Когда Ламбьель стал чемпионом мира, появилось много родителей, желающих отдать своих детей на занятия к Грюттеру и Бруннер, и из-за предпочтений тренерского штаба к занятиям в маленьких группах, приходилось часто давать отказы. По словам Бруннер, ей не нравится, когда в группе возникает соперничество.